# Hamadi Ould Baba Ould Hamadi
 (janvier 2024).
Si vous disposez d'ouvrages ou d'articles de référence ou si vous connaissez des sites web de qualité traitant du thème abordé ici, merci de compléter l'article en donnant les références utiles à sa vérifiabilité et en les liant à la section « Notes et références ».
Hamadi Ould Baba Ould Hamadi né le 31 décembre 1948 à Moudjeria est le ministre des Affaires étrangères de Mauritanie entre 2011 et 2013. 
Hamadi Ould Baba Ould Hamadi est marié et est père d'un enfant.

## Parcours
Avant sa nomination comme Ministre des Affaires étrangères de Mauritanie, Hamadi Ould Baba Hamadi était consultant et chargé de mission à la DGPIP.
Il a aussi été tour à tour :
- De 1968 à 1978 : Fonctionnaire au ministère de l'Équipement.
- D'octobre 1983 à novembre 1990 : Secrétaire Général de la FIAP.

## Diplômes
- 1968 : Diplômé en génie civil.

## Études
Hamadi Ould Baba Hamadi effectue toutes ses études primaires entre Moudjeria et Aleg de 1956 à 1961.
À la fin de ses études primaires, il entame ses études secondaires entre Atar, Rosso et Nouakchott de 1962 à 1966 pour obtenir le BEPC en juin 1965. 